# Milla Jovovich

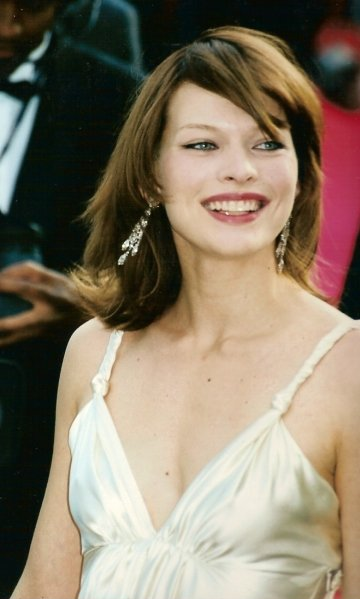
Milla Jovovich (2000)

Milla Jovovich, właśc. Milica Bogdanovna Jovović (ur. 17 grudnia 1975 w Kijowie) – amerykańska aktorka, modelka, piosenkarka i projektantka mody pochodzenia serbsko-rosyjskiego.

## Życiorys

### Wczesne lata
Urodziła się w Kijowie, ówczesnej stolicy Ukraińskiej SRR. Jej matka, Rosjanka Galina Łoginowa, była znaną radziecką aktorką. Jej ojciec, Bogdan Jovović, był mieszkającym w Związku Radzieckim Serbem. Pierwsze lata dzieciństwa Milla spędziła w Moskwie.
Gdy miała pięć lat, wraz z rodziną wyemigrowała do Stanów Zjednoczonych i osiedliła się w Sacramento w Kalifornii, gdzie w wieku dziewięciu lat rozpoczęła karierę modelki. Dwa lata później stała się jedną z najpopularniejszych modelek w USA i zarabiała 3500 dolarów dziennie. Jej ojciec, lekarz wykształcony w Kijowie, lata 1994–1999 spędził w więzieniu w USA za przestępstwa finansowe dot. ubezpieczenia zdrowotnego. Natomiast jej matka, która wówczas pracowała jako sprzątaczka w Kalifornii, przygotowała córkę do profesji aktorki, zapisując ją do szkoły aktorskiej, a następnie baletowej.
Nauczyła się mówić płynnie po angielsku, francusku, rosyjsku i serbsku.

### Kariera
W 1988 zadebiutowała jako Samantha Delongpre w dreszczowcu erotycznym Zalmana Kinga Spotkanie dwóch księżyców (Two Moon Junction) u boku Sherilyn Fenn i Richarda Tysona. Trzy lata potem zauważono ją po roli Lilli Hargrave w romantycznym filmie przygodowym Powrót do błękitnej laguny (1991), za którą była nominowana do Young Artist Award jako najlepsza młoda aktorka i Złotej Maliny jako najgorsza nowa gwiazda. Wkrótce wystąpiła w komedii sensacyjnej Kuffs (1992) z Christianem Slaterem, jako Mildred Harris w dramacie biograficznym Richarda Attenborough Chaplin (1992) komediodramacie młodzieżowym Richarda Linklatera Uczniowska balanga (1993). Zwrot w jej karierze nastąpił po występie jako Leeloo de Sabat w filmie fantastycznonaukowym Luca Bessona Piąty element (1997), który przyniósł jej nominację do nagrody Saturna w kategorii najlepsza aktorka drugoplanowa, MTV Movie Awards w kategorii „Najlepsza walka” i Złotej Maliny w kategorii „Najgorsza aktorka drugoplanowa”. Była Joanną d’Arc w dramacie historycznym Bessona Joanna d’Arc (1999) i protagonistką Alice w filmie sensacyjnym Paula W.S. Andersona Resident Evil (2002).
Jako modelka pojawiła się na okładkach ponad 100 magazynów na świecie, w tym „Vogue” czy „Cosmopolitan”. Współpracowała z fotografami, takimi jak Herb Ritts, Peter Lindbergh i Richard Avedon oraz brała udział w kampaniach reklamowych Christiana Diora, Donny Karan, Gap Inc., Versace, Calvina Kleina, Giorgia Armaniego i H&M. Była jedną z wielu twarzy koncernu L’Oréal (1998). Wystąpiła w niewielkiej roli w powieści Breta Eastona Ellisa Glamorama, satyrze obsesji społeczeństwa na punkcie celebrytów i piękna.
W marcu 1994 nagrała singiel „Gentleman Who Fell”, w następnym miesiącu album pt. The Divine Comedy, a w 1998 drugą płytę pt. The People Tree Sessions. W maju 1999 założyła eksperymentalną grupę muzyczną Plastic Has Memory, z którą koncertowała w ramach projektu Puscifer, a ich utwór „On the Hill” znalazł się na składance Hollywood Goes Wild! (2001). Za to jej piosenka „Rocket Collecting” nagrana w duecie z Dannym Lohnerem ukazała się na ścieżce dźwiękowej do filmu Lena Wisemana Underworld (2003).
W 2003 wspólnie z modelką Carmen Hawk założyła firmę projektującą odzież – „Jovovich Hawk”.
Chętnie wspiera instytucje charytatywne, m.in. UNICEF.

## Życie prywatne
W październiku 1992 wyszła za mąż za aktora Shawna Andrewsa. Małżeństwo zostało anulowane po miesiącu, gdyż Milla miała wtedy 16 lat. Kolejny raz wyszła za mąż w 1997 – tym razem za Luca Bessona, jednak ich małżeństwo rozpadło się po 2 latach (rozwód).
Jej trzecim mężem jest Paul W.S. Anderson, z którym wzięła ślub w 2009 roku. Para poznała się w 2002 na planie Resident Evil. Ich pierwsza córka, o imieniu Ever, urodziła się w 2007, a w 2015 urodziło się drugie dziecko pary – córka Dashiel Edon. W 2020 roku na świat przyszła ich trzecia córka, której dali na imię Osian.

## Filmografia
- 1988: Spotkanie dwóch księżyców (Two Moon Junction)
- 1988: Nocny pociąg do Katmandu (The Night Train to Kathmandu)
- 1991: Powrót do błękitnej laguny (Return to the Blue Lagoon)
- 1992: Kuffs
- 1992: Chaplin
- 1993: Uczniowska balanga (Dazed and Confused)
- 1997: Piąty element (The Fifth Element)
- 1998: Gra o honor (He Got Game)
- 1999: Joanna d’Arc (The Messenger: The Story of Joan of Arc)
- 2000: Million Dollar Hotel (The Million Dollar Hotel)
- 2000: Królowie życia (The Claim)
- 2001: Zoolander jako Katinka
- 2002: Brzuchomówca (Dummy)
- 2002: Resident Evil jako Alice
- 2002: Zakładnik (No Good Deed)
- 2002: Facet z odzysku (You Stupid Man)
- 2004: Resident Evil 2: Apokalipsa (Resident Evil: Apocalypse) jako Alice
- 2004: Drugie Ja
- 2006: Ultraviolet
- 2006: Kaliber 45 (.45)
- 2007: Resident Evil: Zagłada (Resident Evil: Extinction) jako Alice
- 2009: Wyspa strachu (A Perfect Getaway) jako Cydney Anderson
- 2009: Czwarty stopień (The 4th Kind) jako Abbey Tyler
- 2010: Resident Evil: Afterlife jako Alice
- 2010: Stone jako Lucetta
- 2010: Niegrzeczna dziewczyna (Dirty Girl) jako Sue-Ann
- 2011: Trzej muszkieterowie 3D jako Milady de Winter
- 2011: Wykrętasy jako Nadya
- 2011: Twarze w tłumie (Faces in the Crowd) jako Anna Marchant
- 2012: Resident Evil: Retrybucja jako Alice
- 2014: Anarchia (Cymbeline) jako The Queen
- 2015: Ocalona (Survivor) jako Kate Abbott
- 2016: Resident Evil: Ostatni rozdział jako Alice
- 2016: Zoolander 2 jako Katinka Ingaborgovinananananana
- 2017: Fałszywe powody (Shock and Awe) jako Vlatka Landay
- 2018: Martwy świat (Future World) jako Drug Lord
- 2019: Hellboy jako Nimue
- 2019: Rajskie wzgórza jako The Duchess
- 2019: Su ren te gong jako Bruce
- 2020: Monster Hunter jako Artemis
- 2024: Bez tlenu jako Tess

## Dyskografia
Muzyka nagrana z własnym zespołem
- The Divine Comedy (kwiecień 1994)
- The Peopletree Sessions (sierpień 1998)

Muzyka skomponowana na potrzeby filmu
- The Million Dollar Hotel – „Satellite of Love”
- Hollywood Goes Wild benefit compilation – „On the Hill”
- Underworld – „Rocket Collecting”
- The Prince and Me – „Separate Worlds”
- The Rules of Attraction – „The Gentleman Who Fell”
- Dummy – „Shein VI Di l’Vone” i „Mezinka”